# Weltstillwoche
Die Weltstillwoche ist eine von der World Alliance for Breastfeeding Action organisierte Aktionswoche. Sie gilt als die größte gemeinsame Kampagne aller das Stillen fördernden Organisationen, zu denen auch UNICEF und die WHO gehören, und wird jährlich in über 120 Ländern begangen. In Deutschland findet sie stets in der 40. Kalenderwoche statt.
Die Weltstillwoche fand erstmals 1991 statt, auf Initiative der World Alliance for Breastfeeding Action (WABA, übersetzt „Weltallianz für das Stillen“ oder auch „Weltallianz für aktive Stillförderung“). Diese ist eine globale Initiative für den Schutz, die Förderung und die Unterstützung des Stillens weltweit, die auf der 1990 verabschiedeten „Innocenti-Deklaration über Schutz, Förderung und Unterstützung des Stillens“ und der Globalen Strategie zu Säuglings- und Kleinkindernährung von UNICEF und WHO basiert.
Die Weltstillwoche findet jedes Jahr unter einem anderen Motto statt, das in deutschsprachigen Staaten in abgewandelten Formulierungen übernommen wird. Seit der Gründung des Runden Tisches zur Stillförderung im Jahr 1999 wird die deutsche Übertragung beim Frühjahrstreffen diese Gremiums erarbeitet und festgelegt. Die Mottos der letzten Jahre lauten:
- 2024: Closing the Gap - Breastfeeding for All („Stillfreundliche Strukturen. Für alle“)
- 2023: Enable Breastfeeding - Making a difference for working parents. („Berufstätigkeit und Stillen, machen wir es möglich!“)
- 2022: Step up for Breastfeeding - Educate and support. („Stillen Stärken - Informieren und Begleiten“)
- 2021: Protect Breastfeeding: A Shared Responsibility, („Stillen. Unser gemeinsamer Weg.“)
- 2020: Support breastfeeding for a healthier planet!, („STILLEN UNTERSTÜTZEN – NATUR LÄSST SICH NICHT KOPIEREN“)
- 2019: EMPOWER PARENTS, ENABLE BREASTFEEDING, („ELTERN STÄRKEN - FÜR DAS STILLEN“)
- 2018: BREASTFEEDING: Foundation of Life („Stillen – Basis für das Leben“)
- 2017: Sustaining Breastfeeding – Together! („Stillen fördern – gemeinsam!“)
- 2016: Breastfeeding: A key to Sustainable Development („STILLEN Fundament für nachhaltige Entwicklung“)
- 2015: Breastfeeding and work – Let’s make it work! („Stillen und Beruf – gemeinsam geht´s!“)
- 2014: Breastfeeding: A Winning Goal – for Life! („Stillen – ein Gewinn fürs Leben“)
- 2013: Breastfeeding Support: Close to Mothers („Stillen unterstützen – Mütter in den Mittelpunkt“)
- 2012: Understanding the Past-Planning the Future („Stillen – Aus Erfahrung die Zukunft gestalten“)
- 2011: Talk to me! Breastfeeding – a 3D Experience („Stillen – sprich darüber!“)
- 2010: Breastfeeding – Just 10 Steps! The Baby-Friendly Way („Nur 10 Schritte – der babyfreundliche Weg!“)
- 2009: Breastfeeding: A Vital Emergency Response („Stillen – einfach und gut“)
- 2008: Mother Support: Going for the Gold („Stillen fördern – goldrichtig“)
- 2007: Breastfeeding: The 1st Hour – Save ONE million babies! („Der Anfang zählt – Stillen ab der ersten Lebensstunde“ / „Stillen – der Anfang zählt“)
- 2006: Code Watch: 25 Years of Protecting Breastfeeding („Zum Schutz des Stillens. 25 Jahre Internationaler Kodex für die Vermarktung von Muttermilchersatzprodukten“)
- 2005: Breastfeeding and Family Foods: Loving & Healthy („Gesunde Ernährung von Anfang an. Stillen und Familientisch – liebevoll, gesund und frisch“ / „Brust oder Löffel? Stillen: lustvoll & gesund“)
- 2004: Exclusive Breastfeeding: the Gold Standard Safe, Sound, Sustainable („Ausschliessliches Stillen – sicher, gesund, nachhaltig“)
- 2003: Breastfeeding in a Globalised World for Peace and Justice („Stillen in einer globalisierten Welt“)
- 2002: Breastfeeding: Healthy Mothers and Healthy Babies („Stillen: Gesunde Mütter – Gesunde Babys“ / „Stillen – gesunde Mütter – gesunde Kinder“)
- 2001: Breastfeeding in the Information Age („Stillen im Informationszeitalter“)
- 2000: Breastfeeding It's Your Right! („Stillen – es ist Dein Recht!“ / „Stillen – ein Grundrecht“)
- 1999: Breastfeeding – Education for Life („Stillen – Fürs Leben lernen“)
- 1998: Breastfeeding – The Best Investment („Stillen – die beste Investition“)
- 1997: Breastfeeding – Nature's Way („Stillen - das beste für Mutter, Kind und Umwelt“)
- 1996: Breastfeeding: A Community Responsibility („Stillen – Die ganze Gesellschaft trägt die Verantwortung!“)
- 1995: Breastfeeding: Empowering Women („Stillen – Macht Frauen Stark“)
- 1994: Protect Breastfeeding: Making the Code Work („Bewahrt das Stillen: Den WHO-Kodex in die Tat umsetzten“)
- 1993: Mother-Friendly Workplace Initiative (MFWI)
- 1992: Baby-Friendly Hospital Initiative (BFHI)

2008 fand ein Wettbewerb statt (World Breastfeeding Week Marathon genannt), bei dem alle Gruppen oder Einzelpersonen teilnehmen können, die mindestens eine Veranstaltung anlässlich der Weltstillwoche durchführen. Die Initiativen werden, nach Staat getrennt, gemäß Anzahl der organisierten Veranstaltungen oder Zahl der an Stillaktionen teilnehmenden Mutter-Baby-Paaren mit „Gold“, „Silber“ oder „Bronze“ prämiert. Die höchste Zahl der Goldmedaillen sowie die höchste Gesamtzahl der Medaillen gingen 2008 an Peru.